# 빌리 파이퍼
빌리 파이퍼(Billie Piper, 1982년 9월 22일 ~ )는 잉글랜드의 배우, 가수이다. BBC Two 드라마 《콜래트럴 이펙트》(2018) 등을 통해 영국 아카데미 텔레비전상 후보에 네 차례 지명되었으며, 연극 《예르마》(2016-18)로 2017년 로런스 올리비에상 여우주연상을 수상하고 2018년 드라마 데스크상 후보에 올랐다.

## 영상 목록

### 텔레비전
- 닥터 후 (2005-06, 2008, 2010) - 로즈 타일러 역
- 런던 콜걸, 벨 (2007-11)
- 페니 드레드풀 (2014-16)
- 콜래트럴 이펙트 (2018)

### 영화
- 에비타 (1996) - 크레디트 미기재
- 칼슘 키드 (2004)
- 빌리와 용감한 녀석들 (2010) - 영어 더빙

### 연극
- 예르마 (2016-18)

## 음반 목록

### 정규 앨범
- Honey to the B (1998)
- Walk of Life (2000)